# Djidiouia
Djidiouia, anciennement Saint-Aimé, est une commune de la wilaya de Relizane en Algérie.

## Géographie

### Situation
| Ouled Sidi Mihoub | El Hamri El Guettar | Ouarizane   |
| El Hamadna        | Djidiouia           | Oued Rhiou  |
| Beni Dergoun      | Zemmora             | Ouled Aiche |

## Histoire

### Époque coloniale française
Durant la période de l'Algérie française, la commune porte le nom de Saint-Aimé.

## Démographie
| 1975   | 1990   | 2000   | 2015   | 2024 |
| ------ | ------ | ------ | ------ | ---- |
| 12 620 | 24 243 | 29 397 | 34 330 | .    |

## Transport
- Autoroute Est - Ouest
- N04

## Sport
- W.RHIADI BALADIAT DJIDIOUIA [3]
- Club du Boule  Djidiouia [4]

## Personnalités  liées à Djidiouia
- Yaghmoracen Ibn Ziane
- Mustapha Bouchelaghem
- Ismaïl ben Chérif